# Коронация первого короля
«Коронация первого короля» (пол. Koronacja pierwszego króla) — картина польского художника Яна Матейко на исторический сюжет, созданная в 1889 году. Вторая по времени действия часть цикла «История цивилизации в Польше», написанная предпоследней. Хранится в Национальном музее в Варшаве.

## Описание и судьба картины
На картине изображено событие, которое произошло в 1001 году (Матейко по ошибке относил его к 1000 году). Германский император Оттон III, совершая паломничество к мощам Войцеха-Адальберта, посетил столицу Польши Гнезно и там признал местного князя Болеслава Храброго независимым правителем: он освободил князя от обязанности платить дань, объявил его своим братом, передал ему копию реликвии — копья святого Маврикия. Матейко это представил как коронацию, которая на самом деле произошла спустя 20 лет.
На картине Болеслав стоит на коленях, держа в руках копьё святого Маврикия и гвоздь из креста, на котором был распят Иисус. Оттон и архиепископ Рахим-Гауденций возлагают на его голову королевскую корону.